# Северная плита Бисмарка

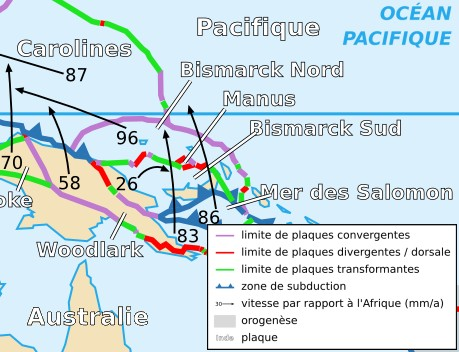
Расположение Северо-Бисмарской плиты на карте-схеме

Северо-Бисмаркская плита (англ. Plaque de Bismarck Nord) — тектоническая микроплита, имеет площадь 0,00956 стерадиан. Обычно ассоциируется с Тихоокеанской плитой.
Фундамент части архипелага Бисмарка (Адмиралтейства острова, Муссау и Новая Ирландия), северо-восток Соломоново моря, северная часть моря Бисмарка и очень небольшая часть Тихого океана.
На севере граничит с Тихоокеанской и Каролинской плитами. Западная часть субдукции под плиту Вудларк, отделенная от Южно-бисмаркской плиты дивергентной границы. Граничит также с плитой Соломоново моря и плитой Манус.